# SN 1572
La Supernova 1572, conosciuta anche come la Supernova di Tycho o "B Cassiopeiae" (B Cas), fu una supernova di tipo Ia esplosa nella nostra galassia, la Via Lattea, in direzione della costellazione di Cassiopea, e fu una delle otto supernove visibili ad occhio nudo.
Fu osservata per la prima volta l'11 novembre 1572 dallo scienziato danese Tycho Brahe, quando era più luminosa di Venere  e descritta nel 1573 nel suo libro De nova stella. Nel marzo 1574 la sua luminosità scese sotto il limite di visibilità ad occhio nudo.
Il residuo della supernova è stato osservato per mezzi ottici, ma fu rilevato prima nelle lunghezze d'onda radio; è spesso noto come 3C 10, una designazione di fonte radio, sebbene sia sempre più noto come Residuo della Supernova di Tycho.

## Descrizione storica
L'apparizione della supernova nella Via Lattea nel 1572 rappresenta una delle più importanti osservazioni di eventi astronomici di tutti i tempi. La comparsa di una ''nuova stella'' ha permesso di rivisitare gli antichi modelli astronomici, ed ha permesso lo sviluppo di una rivoluzione nell'astronomia, iniziata con la realizzazione di una necessità di produrre migliori cataloghi stellari, e qui la necessità di creare dei migliori strumenti d'osservazione. Questo avvenimento ha anche contraddetto una volta per tutte il principio aristotelico dell'immutabilità della volta celeste.
La supernova del 1572 viene spesso chiamata "la supernova di Tycho", a causa dell'ampia opera di Tycho Brahe De nova et nullius aevi memoria prius visa stella ("A proposito della stella nuova e mai vista prima nella vita o nella memoria di nessuno", pubblicata nel 1573 con ristampe supervisionate da Giovanni Keplero nel 1602 e nel 1610), un'opera contenente sia le osservazioni di Tycho Brahe che l'analisi degli avvistamenti di molti altri osservatori. Tycho non fu il primo ad osservare la supernova del 1572, sebbene fosse probabilmente l'osservatore più preciso dell'oggetto. Quasi altrettanto accurati furono i suoi colleghi europei, come Wolfgang Schuler, Cristoforo Clavio, Thomas Digges, John Dee, l'italiano Francesco Maurolico, Jerónimo Muñoz, Tadeáš Hájek o Bartholomäus Reisacher.
In Inghilterra, la regina Elisabetta fece convenire a corte il matematico e astrologo Thomas Allen, "per avere il suo consiglio sulla nuova stella apparsa nella costellazione di Cassiopea alla quale diede il suo giudizio", come l'antiquario John Aubrey registrò nel suo memorandum un secolo dopo.
Durante la Dinastia Ming in Cina, la stella diede luogo a problemi al giovane imperatore Wanli: secondo la tradizione cosmologica cinese, l'imperatore fu ammonito di considerare il suo comportamento scorretto, poiché la nuova stella fu interpretata come un oscuro presagio. 
Le misurazioni contemporanee più affidabili affermano che la stella originaria esplose poco dopo il 2 novembre, e l'11 novembre era già più luminosa di Giove. Intorno al 16 novembre 1572, raggiunse la sua massima luminosità a circa magnitudine −4.0, con alcune descrizioni che la davano della stessa luminosità di Venere alla magnitudine massima. La supernova rimase visibile ad occhio nudo fino all'inizio del 1574, svanendo gradualmente fino a scomparire alla vista.

## La supernova
La supernova è stata classificata come di tipo I sulla base della sua curva di luce storica subito dopo che le supernove di tipo I e di tipo II sono state inizialmente definite sulla base dei loro spettri. Lo spettro dei raggi X del residuo della supernova ha mostrato che fosse quasi certamente di tipo Ia, ma la sua esatta classificazione ha continuato a essere discussa fino a quando il rilevamento di un'eco luminosa nel 2008 ha dato la conferma definitiva che si trattasse di un normale tipo Ia.
Data la classificazione come supernova di tipo Ia di luminosità normale, è consentita una misura accurata della distanza da SN 1572. La magnitudine assoluta di picco può essere calcolata dal tasso di declino della banda B in modo che sia −19,0 ± 0,3. Date le stime della magnitudine apparente di picco e l'estinzione nota di 1,86 ± 0,2 magnitudini, la distanza è 3,8+1,5
−0,9 kpc.